# Jollas geniculatus
Jollas geniculatus är en spindelart som beskrevs av Simon 1901. Jollas geniculatus ingår i släktet Jollas och familjen hoppspindlar. Inga underarter finns listade i Catalogue of Life.